# (473124) 2015 JV2
(473124) 2015 JV2 es un asteroide perteneciente al cinturón de asteroides, descubierto el 15 de marzo de 2004 por el equipo del Spacewatch desde el Observatorio Nacional de Kitt Peak, Arizona, Estados Unidos.

## Designación y nombre
Designado provisionalmente como 2015 JV2.

## Características orbitales
2015 JV2 está situado a una distancia media del Sol de 3,010 ua, pudiendo alejarse hasta 3,194 ua y acercarse hasta 2,826 ua. Su excentricidad es 0,061 y la inclinación orbital 11,45 grados. Emplea 1908 días en completar una órbita alrededor del Sol.

## Características físicas
La magnitud absoluta de 2015 JV2 es 16,5.